# 요하너스 보허만

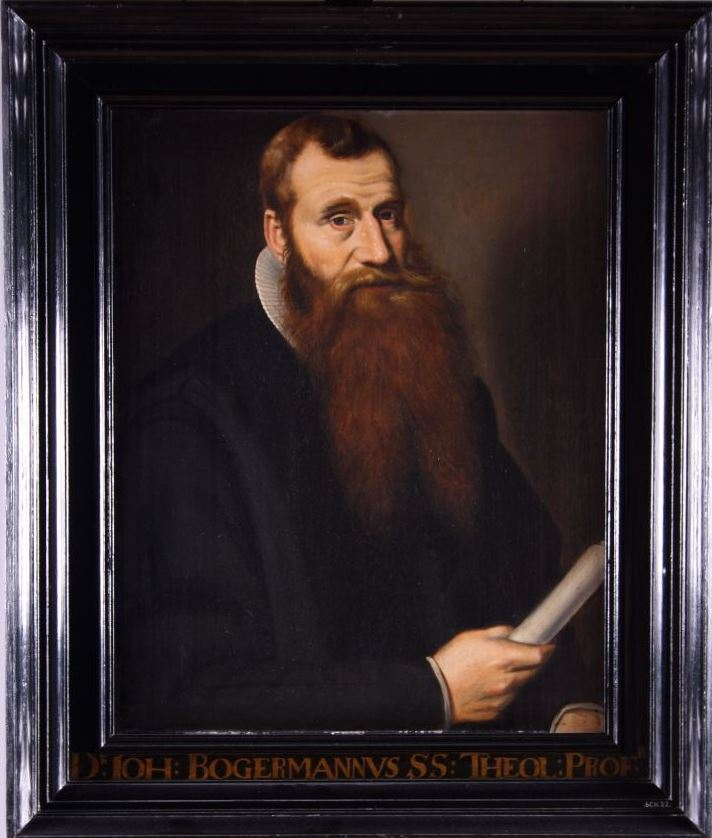
요하너스 보허만

요하너스 보허만(네덜란드어: Johannes Bogerman, 1576 – 1637년 9월 11일)은 프리슬란트인 출신의 개혁신학자였다. 그는 설교자의 아들로 업레바르트에서 태어났다. 1591년부터 그는 프랑케, 하이델베르크, 제네바, 취리히, 로잔, 옥스포드와 캠브리지에서 공부를 하였다. 1599년 그는 스니크에서 목사가 되었으며 1603년  엥크하위전과 레이우아르던에서 목회를 하였다. 1636년 그는 프랑케에서 신학교수가 되었다. 그는 1637년 네덜란드어로 성경을 번역하였으며 도르트 총회의 의장이었다. 엄격한 예정론을 주장하는 칼뱅주의자서 저항파인 아르미니우스주의자들과 휴고 그로티우스를 반대하였다. 또한 재세례파, 메노파, 예수회에 반대한 설교를 하였다. 그는 정통신학에 열심을 가졌는데 이단을 처벌하기 위하여 테오도르 드 베즈의 작품을 네덜란드어로 번역하였다. 프랑케에서 죽었다.

## 같이 보기
- 도르트 총회
- 휴고 그로티우스
- 요하네스 알투지우스

## 참고 문헌
- BWGN I, 466 ff.
- NNBW I, 390 ff.
- Christelijke Encyclopedie I, Kampen 1956, 687 f.
- RGG I, 1345.
- H. Edema van der Tuuk: J. Bogermann, Gröningen 1868.
- Vriemoet: Series Prof. Franeker. p. 265.
- 틀:De-ADB
- Friedrich Wilhelm Bautz: Bogermann, Johann. In: Biographisch-Bibliographisches Kirchenlexikon (BBKL). Band 1, Hamm 1975, Sp. 671.